# Roata norocului
Roata norocului este cel de-al treilea volum din seria Cireșarii de Constantin Chiriță, romancier și scenarist român, fost vicepreședinte al Uniunii Scriitorilor din România. Romanul a fost publicat inițial în 1965 și are, la rândul lui, o acțiune independentă de restul cărților din serie. Autorul a făcut și mici revizii ulterioare, ultima înainte de republicarea din 1972.

## Rezumat
Cireșarii schimbă peisajul și, la invitația verișoarei lui Dan, ajung pentru o vacanță într-o altă localitate, renumită pentru un bâlci extraordinar. Acolo Tic este foarte atras de jocul la Roata norocului, unde însă singurele câștiguri semnificative pe care le obține sunt convingerea că proprietarul trișează și dorința de a demonstra acest lucru. Problema mai stringentă intervine totuși dintr-o cu totul altă direcție: de la muzeul din localitate sunt furate niște statuete din lut, unice și foarte valoroase, pe care doar Tic a apucat să le privească în timpul vizitei, înainte să se facă nevăzute.
Ambele probleme trebuie rezolvate, iar grupul se lansează într-o aventură de deducție și investigație, de dialog și contradicție, de certitudine și răsturnare de situație.

## Romanele pentalogieiCireșarii
- Cavalerii florii de cireș (numit inițial Cireșarii si apoi Teroarea neagră);
- Castelul fetei în alb
- Roata norocului
- Aripi de zăpadă (numit inițial Teroarea albă)
- Drum bun, Cireșari!

Seria Cireșarii este privită ca un reper în literatura română, atât pentru abordarea cărților de aventuri pentru tineret din epocă, cât și pentru popularitatea extraordinară pe care a avut-o în deceniile ce au urmat publicării, dar și peste generații. Romanele sunt și în prezent printre cele mai solicitate titluri românești pentru copii și tineret.